# Hypochilidae
Hypochilidae (лат.) — семейство аранеоморфных пауков, которое противопоставляют всем прочим представителям группы — Neocribellatae. В англоязычных странах известны как абажу́ровые пауки́ (англ. Lampshade spiders). Это название дано в связи с характерной формой ловчей сети. 
Насчитывают 12 видов, обитающих в Северной Америке и Китае.

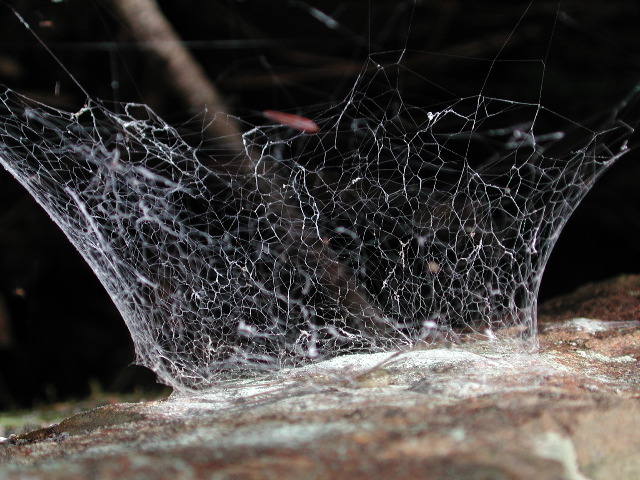
Характерная ловчая сеть абажурового паука

## Строение
Абажуровые пауки обладают рядом архаичных признаков: сохраняют две пары лёгочных мешков и пять тергитов на опистосоме (брюшке), их ядовитые железы не заходят в просому (головогрудь), располагаясь только в хелицерах. Несмотря на это, абажуровых пауков относят к инфраотряду аранеоморфных, поскольку они обладают характерной для тех апоморфией — преобразованием внутренней пары передних паутинных бородавок в крибеллюм — широкую ситовидную пластинку с очень большим числом (до нескольких тысяч) паутинных трубочек. Диаметр производимых этими трубочками паутинных нитей составляет 10—15 нанометров, что придаёт сплетённым из них волокнам высокую адгезивность даже в отсутствие клейких веществ.
У видов рода Hypochilus хелицеры занимают плагиогнатное положение: их базальные членики раздвинуты таким образом, что когтевидные членики оказываются не параллельны друг другу (ортогнатное положение), но и не полностью противопоставлены друг другу, лёжа в одной плоскости (лабидогнатное положение). У представителей рода Ectatosticta положение хелицер лабидогнатное.

## Представители
В пределах семейства выделяют два рода: Ectatosticta (Китай) и Hypochilus (Северная Америка).
- Ectatosticta Simon, 1892.
  - Ectatosticta davidi (Simon, 1889)
  - Ectatosticta deltshevi Platnick & Jäger, 2009
- Hypochilus Marx, 1888
  - Hypochilus bernardino Catley, 1994
  - Hypochilus bonneti Gertsch, 1964
  - Hypochilus coylei Platnick, 1987
  - Hypochilus gertschi Hoffman, 1963
  - Hypochilus jemez Catley, 1994
  - Hypochilus kastoni Platnick, 1987
  - Hypochilus petrunkevitchi Gertsch, 1958
  - Hypochilus pococki Platnick, 1987
  - Hypochilus sheari Platnick, 1987
  - Hypochilus thorelli Marx, 1888